# Nadia Cavalera
Pour les articles homonymes, voir Cavalera.
Nadia Cavalera (née le 20 septembre 1950 à Galatone, dans la province de Lecce, dans les Pouilles) est une poète et essayiste italienne contemporaine.

## Biographie
Nadia Cavalera fait ses études au Liceo Classico « Palmieri » de Lecce et obtient une 2e licence de Philosophie à l'Université de Lecce, avec une thèse intitulée Democrazia e socialismo' nel giovane Marx.
À l'âge de 20 ans, elle commence sa carrière politique au PCI. Elle travaille comme journaliste 12 ans à Brindisi et elle habite et travaille comme professeur à Modène.
À Brindisi, elle crée Gheminga, le premier magazine exclusivement littéraire et depuis 1990, elle est la directrice avec le poète Edoardo Sanguineti de Bollettario, une publication quadrimestrielle sur littérature et critique littéraire qui dépende de l'association culturelle Le avanguardie, qui soutient une avant-garde permanente, non-élitiste et ouverte au concept de l'umafeminità (mélange de uomo, homme et feminità, féminité ; un concept qui voit égaux l'homme et la femme dans leurs différences).
En 2005, Nadia Cavalera crée le prix littéraire Alessandro Tassoni.

### Prose
- I palazzi di Brindisi Fasano, Schena, 1986 - contes -;
- Nottilabio Roma, La città della luna, 12995 - contes -;

### Poésie
- Amsirutuf: enimma, Torino, Tam Tam,1988
- Vita Novissima, Modena, Bollettariolibri 1992
- Americanata, Modena, Bollettariolibri 1993
- Ecce Femina, Napoli, Altri Termini 1994
- Brogliasso, Modena, Gheminga, 1996
- Salentudine, Venezia, Marsilio, 2004
- Superrealisticallegoricamente,Roma, Fermenti 2005; Premio L'Aquila - Carispaq 2006.

### Œuvres verbovisuelles
- Imprespressioni, 1970
- Adriana, 1972
- Golphe de Genes, 1975
- Sospensioni, 1980
- I prestanomi: uomini senza, 1993
- La città della luna, 1997

### Catalogues
- Superrealismo allegorico, 1993
- Superrealismo allegorico, 1995
- Superrealismo allegorico, 1997
- Superrealismo allegorico, 1999

### Livres d'artiste
- Il capo: lavoro, romanzo senza parole, 1991
- Stundaia, 1995